# Њ
Das Њ (kleingeschrieben њ) ist der siebzehnte Buchstabe des serbischen Alphabets und der achtzehnte im mazedonischen Alphabet. Es ist eine Ligatur aus Н und Ь und die kyrillische Version der lateinischen Digraphen Nj, mit dem es auch transkribiert wird. Er hat den Lautwert [⁠ɲ⁠].

## Zeichenkodierung
| Standard  | Standard    | Majuskel Њ                  | Minuskel њ                |
| --------- | ----------- | --------------------------- | ------------------------- |
| Unicode   | Codepoint   | U+040A                      | U+045A                    |
| Unicode   | Name        | CYRILLIC CAPITAL LETTER NJE | CYRILLIC SMALL LETTER NJE |
| UTF-8     | UTF-8       | D0 8A                       | D1 9A                     |
| XML/XHTML | dezimal     | &#1034;                     | &#1114;                   |
| XML/XHTML | hexadezimal | &#x040A;                    | &#x045A;                  |